# Кент (Міннесота)
Кент (англ. Kent) — місто (англ. city) в США, в окрузі Вілкін штату Міннесота. Населення — 65 осіб (2020).

## Географія
Кент розташований за координатами 46°26′15″ пн. ш. 96°41′0″ зх. д. / 46.43750° пн. ш. 96.68333° зх. д. (46.437563, -96.683210).  За даними Бюро перепису населення США в 2010 році місто мало площу 0,49 км², уся площа — суходіл.

## Демографія
Згідно з переписом 2010 року, у місті мешкала 81 особа в 36 домогосподарствах у складі 24 родин. Густота населення становила 164 особи/км².  Було 39 помешкань (79/км²).
Расовий склад населення:
| - 100,0 % — білих |

До двох чи більше рас належало 0,0 %. Частка іспаномовних становила 0,0 % від усіх жителів.
За віковим діапазоном населення розподілялося таким чином: 22,2 % — особи молодші 18 років, 66,7 % — особи у віці 18—64 років, 11,1 % — особи у віці 65 років та старші. Медіана віку мешканця становила 42,3 року. На 100 осіб жіночої статі у місті припадало 118,9 чоловіків;  на 100 жінок у віці від 18 років та старших — 125,0 чоловіків також старших 18 років.
Середній дохід на одне домашнє господарство  становив 58 960 доларів США (медіана — 55 417), а середній дохід на одну сім'ю — 82 406 доларів (медіана — 69 500). Медіана доходів становила 41 250 доларів для чоловіків та 31 667 доларів для жінок. 
Цивільне працевлаштоване населення становило 42 особи. Основні галузі зайнятості: освіта, охорона здоров'я та соціальна допомога — 26,2 %, виробництво — 16,7 %, публічна адміністрація — 14,3 %.